# Marion megye (Alabama)
Marion megye az Amerikai Egyesült Államokban, azon belül Alabama államban található. Az Alabama északnyugati részén található Marion megye a Country Music Hall of Fame és az Alabama Music Hall of Fame besorolású Sonny James nek  Hackleburg a szülőhelye . Mariont a forradalmi háborús hős, Francis Marion tábornok (1732–1795) tiszteletére nevezték el, aki egy dél-karolini származású, akit "A mocsári rókaként" ismernek. A megyét egy választott öttagú bizottság irányítja, és magában foglalja Winfield városát is . Megyeszékhelye Hamilton, amely a legnagyobb városa is egyben. Lakosainak száma 29 341 fő (2020. április 1.). Marion megye Franklin, Fayette, Winston, Walker, Lamar, Itawamba és Monroe megyékkel határos.

## Történet
Marion megyét Alabama területi törvényhozása hozta létre 1818. február 13-án, majdnem két évvel megelőzve Alabama államiságát. A megyét a Chickasaw indiánoktól az 1816-os szerződéssel megszerzett földterületekből hozták létre. A megye magában foglalta Marion megye teljes jelenlegi területét és a mai alabamai Winston , Walker , Fayette és Lamar megyék egy részét, valamint a mai Lowndes, Monroe és Itawamba megyék egy részét Mississippi államban. Marion megye korai telepeseinek többsége Kentuckyból és Tennessee-ből érkezett a Jackson's Military Road (Andrew Jackson tábornokról elnevezett) befejezése után . A környék első városai Pikeville, Hamilton (korábban Toll Gate), Winfield és Guin voltak .
1818-ban felépítették az első megyei bíróságot Cotton Gin Portban, Amory közelében. 1819-ben költöztették át Henry Greer otthonába a Buttachatchee folyó mentén. Pikeville volt Marion megye első állandó megyeszékhelye 1820-82 között. A város mára elhagyatott, de idősebb John Dabney Terrell bíró otthona, amely a megyei bíróság harmadik épületeként szolgált, még mindig áll. 1883-ban Hamilton megyeszékhely lett. Az első hamiltoni bírósági épület 1887. március 30-án tűzvészben elpusztult, és a második, ugyanott épült bíróság is leégett. Az 1901-ben megnyitott új bírósági épület még mindig használatban van.
2011. április 27-én hatalmas vihar sújtotta az Egyesült Államok délkeleti részét, amely számos erős tornádót okozott. Alabamában több mint 250 embert öltek meg, köztük 23 embert a Marion megyei Hackleburg (18) és Hamilton (5) közösségekben.

## Népesség
A 2020-as népszámlálási becslések szerint Marion megye lakossága 29 341 volt. A válaszadók hozzávetőleg 92,3 százaléka fehérnek, 3,8 százaléka afroamerikainak, 2,6 százaléka spanyolajkúnak, 1,8 százaléka két vagy több rasszúnak, 0,5 százalékuk indiánnak és 0,1 százaléka ázsiainak vallotta magát. Hamilton megyeszékhelye a megye legnagyobb városa, becsült lakossága 7074. További jelentős népesedési központok: Guin, Winfield, Gu-Win (amely Guin és Winfield között fekszik), Twin és Hackleburg. A háztartások medián jövedelme 40 978 dollár volt, szemben az állam egészének 52 035 dollárjával, az egy főre jutó jövedelem pedig 22 486 dollár volt, szemben az állam 28 934 dollárjával.
A megye népességének változása:
| Lakosok száma | 30 814 | 30 741 | 30 538 | 30 334 | 30 168 | 29 341 |
|               | 2010   | 2011   | 2012   | 2013   | 2015   | 2020   |

## Gazdaság
A legtöbb Alabama megyéhez hasonlóan Marion megyében is a gazdálkodás volt az uralkodó foglalkozás egészen a huszadik századig. Az 1930-as évekig a gyapot volt a megye fő növénye, ezt követően a gazdálkodók elkezdtek diverzifikálni a szarvasmarha- , kukorica- és szójababot. A gazdaság a huszadik század közepéig főként mezőgazdasági alapú volt, amikor a sok hektárnyi erdő vonzotta a faipart .

## Foglalkoztatás
A 2020-as népszámlálási becslések szerint Marion megyében a munkaerő a következő ipari kategóriák között oszlik meg:
```
Feldolgozóipar (22,4 százalék)
Oktatási szolgáltatások, valamint egészségügyi és szociális segélyek (21,9 százalék)
Kiskereskedelem (10,1 százalék)
Pénzügy és biztosítás, valamint ingatlan, bérbeadás és lízing (7,6 százalék)
Szállítás és raktározás, valamint közművek (7,5 százalék)
Építőipar (7,2 százalék)
Szakmai, tudományos, gazdálkodási, valamint adminisztratív és hulladékgazdálkodási szolgáltatások (6,1 százalék)
Közigazgatás (4,6 százalék)
Egyéb szolgáltatások, kivéve a közigazgatást (3,7 százalék)
Művészetek, szórakoztatás, rekreáció, valamint szállás- és étkezési szolgáltatások (3,8 százalék)
Mezőgazdaság , erdészet, halászat és vadászat , valamint nyersanyag-kitermelés (2,6 százalék)
Nagykereskedelem (2,1 százalék)
Információ (0,6 százalék)
```

Az üzleti szektor nagy része a Hamiltontól délnyugatra található US 78-as 78-as folyosó mentén összpontosul, amely a Tennessee állambeli Memphist köti össze Birminghammel . A megye legnagyobb munkáltatói közé tartozik a Buccaneer Homes, a Wrangler, az NTN Bower, a Harden Manufacturing és a 3M.

## Oktatás
A Marion megyei iskolarendszer 12 általános és középiskolát, a Winfield City Schools pedig három általános és középiskolát felügyel. A Bevill State Community College egy kétéves intézmény, amely akadémiai és műszaki és szakmai programokat is kínál, és van egy campusa Hamiltonban.

## Földrajz
A körülbelül 743 négyzetmérföldes Marion megye az állam északnyugati sarkában fekszik. Északi fekvése ellenére a Kelet-öböl-parti síkság fiziográfiai szakaszán fekszik . Északon Franklin megye , keleten Winston és Walker megye, délen Fayette és Lamar megye, nyugaton pedig Mississippi állam határolja.
A Tombigbee és a Tennessee folyó számos mellékfolyója fut végig a megyében. A Tombigbee folyó az egyik legkritikusabb vízgyűjtő az országban, több mint 125 halfajjal , amelyek közül 10 veszélyeztetett . A folyó számos mellékfolyója kikapcsolódási lehetőséget kínál.
A 43-as, 78-as és 278-as US Highways a megye fő közlekedési útvonalai. A 43-as US Highway észak-déli irányban halad át a megye közepén, a 78-as és 278-as US Highway pedig kelet-nyugati irányban halad át a megye közepén. A Marion County-Rankin Fite repülőtér a megye egyetlen nyilvános repülőtere .

## Események és látnivalók
Marion megye számos szabadidős tevékenységet kínál. A Sam R. Murphy Wildlife Management Area 25 150 hektárnyi vadvadászatra alkalmas területből áll. Az Upper Bear Creek víztározó és a Marion megyei nyilvános horgásztó csónakázást, kenuzást, kajakozást , horgászatot és madárlesést kínál. A Bear Creek víztározó közelében található Twin Forks Park piknik- és kempingterületeket is tartalmaz.
Marion megye számos olyan épületnek ad otthont, amelyek mind a nemzeti, mind az alabamai történelmi helyek nyilvántartásában szerepelnek. A Pearce's malmot például az 1840-es években építtette a Buttachatchee folyó mentén, és a polgárháború után James P. Pearce, a megye egyik legnagyobb földbirtokosa újította fel; 1976-ban jelölték a nemzeti nyilvántartásba. Az alabamai történelmi helyszínként nyilvántartott Norris Hardware in Brilliant 1905-ben épült. Ma a történelmi épület látogatói antik farm- és állattartási felszereléseket, valamint antik háztartási cikkeket tekinthetnek meg. A gyarmati újjászületés építészete szempontjából jelentős hamiltoni Ernest Baxter Fite House 1929-ben épült, és 1992-ben felvették az alabamai nyilvántartásba, 1997-ben pedig a nemzeti nyilvántartásba. Bár nem szerepel az anyakönyvekben, a látogatók bejárhatják Pikeville elhagyatott városát, ahol a régi bíróság, a polgárháborús temető és a 2. hadielnök sírja található. Andrew Jackson katonai útjának maradványai.
Marion megye ad otthont az Öszvér Napnak is, amelyet minden évben Winfieldben tartanak szeptember negyedik szombatján. Az ünnepségek közé tartozik az étel, a zene, a tánc, a polgárháborús újrajátszás, a művészetek és a kézművesség, valamint a különféle játékok. A több mint 25 000 fős tömeget felvonultató fesztivált 1975 óta rendezik meg. Az Északnyugat-Alabamai Művészeti Tanács támogatja a Jerry Brown Arts Festivalt, amely egy beltéri zsűrizett művészeti esemény, március első hétvégéjén Hamiltonban.